# Prokuratura w Szwecji
Prokuratura w Szwecji (szw. Åklagarmyndigheten) funkcjonuje na zasadzie  centralizmu i hierarchicznego podporządkowania. 
Na czele prokuratury stoi Prokurator Generalny (szw. Riksåklagaren), który kieruje Prokuraturą Generalną (szw. Riksåklagarmyndigheten). Prokuraturze Generalnej podległych jest 41 miejscowych prokuratur (35 zwykłych prokuratur, 3 międzynarodowe i 3 krajowe) a także 4 centra rozwojowe. Prokuratorowi Generalnemu podlega także Biuro ds. Przestępstw Gospodarczych (szw. Ekobrottsmyndigheten, ang. Economic Crimes Bureau), które ma jednak oddzielny budżet, odmienne regulacje i w znacznej części jest niezależne (stan na 6 maja 2007).
Prokurator Generalny jest powoływany przez rząd. Prokuratorzy Generalni Królestwa Szwecji od 1948:
- Maths Heuman (1948-1960)
- Karl Emanuel Walberg (1960-1966)
- Holger Romander (1966-1978)
- Magnus Sjöberg (1978-1989)
- Torsten Jonsson (1989-1994)
- Klas Bergenstrand (1994-2004)
- Fredrik Wersäll (2004-2008)
- Anders Perklev (2008-2018)
- Petra Lundh (2018-2023)
- Katarina Johansson Welin (p.o.) (od 2023)